# Bibelbältet (Sverige)
Bibelbältet i Sverige är en inofficiell sociogeografisk term som avser områden präglade av mycket hög frikyrklig aktivitet, och generellt större kristen aktivitet. Området runt Jönköping och på Småländska höglandet beskrivs som det svenska bibelbältet.

## Utbredning
Det är framför allt området i och kring Jönköping som utgör bibelbältets centrum, eftersom frikyrkor, främst Pingströrelsen, men även andra frikyrkliga rörelser, har ett mycket starkt fäste just kring detta område. Större samhällen inom svenska bibelbältet med stark kyrklig tradition är Sävsjö, Vetlanda, Aneby, Vaggeryd, Gislaved, Smålandsstenar och Gnosjö med flera. Det svenska bibelbältets utbredning är dock inte enbart begränsad till Jönköpings län, utan har med förgreningar via Sjuhäradsbygden i södra Västergötland mot Göteborg och Göteborgs skärgård en utlöpare åt väster, söderut mot Växjö-trakten, mot skånska Örkelljunga och Hässleholm. Österut finns en utlöpare mot Oskarshamn via Målilla som ensam utlöpare. Felaktigt antas ofta hela Småland vara en del av bibelbältet. De frikyrkliga rörelserna spreds med järnvägen vilket förklarar de långa utlöparna även in till andra landskap och trakter där omgivande socknar förblev statskyrkliga. Större delen av Smålands befolkning förblev medlemmar i Svenska kyrkan och oftast var dessa trakter jordbrukarbygder där industrialiseringen kom väldigt sent eller bruksorter i östra Småland där de frikyrkliga rörelserna inte fick lika starkt fäste som arbetarrörelsen.

## Andra länder
Bibelbälten finns även i andra länder exempelvis i Danmark (framför allt omkring Ringkøbing Fjord i västra Jylland) och i Norge ett stråk utefter kusten på Sørvestlandet från Agderfylkena i söder till Møre og Romsdal i norr. Ibland kallas gränstrakterna mot Värmland och Dalsland för "lille bibelbeltet". 
Utom Skandinavien finns motsvarande i Nederländerna och i USA, där ett sådant område finns i den amerikanska södern.

## Politik

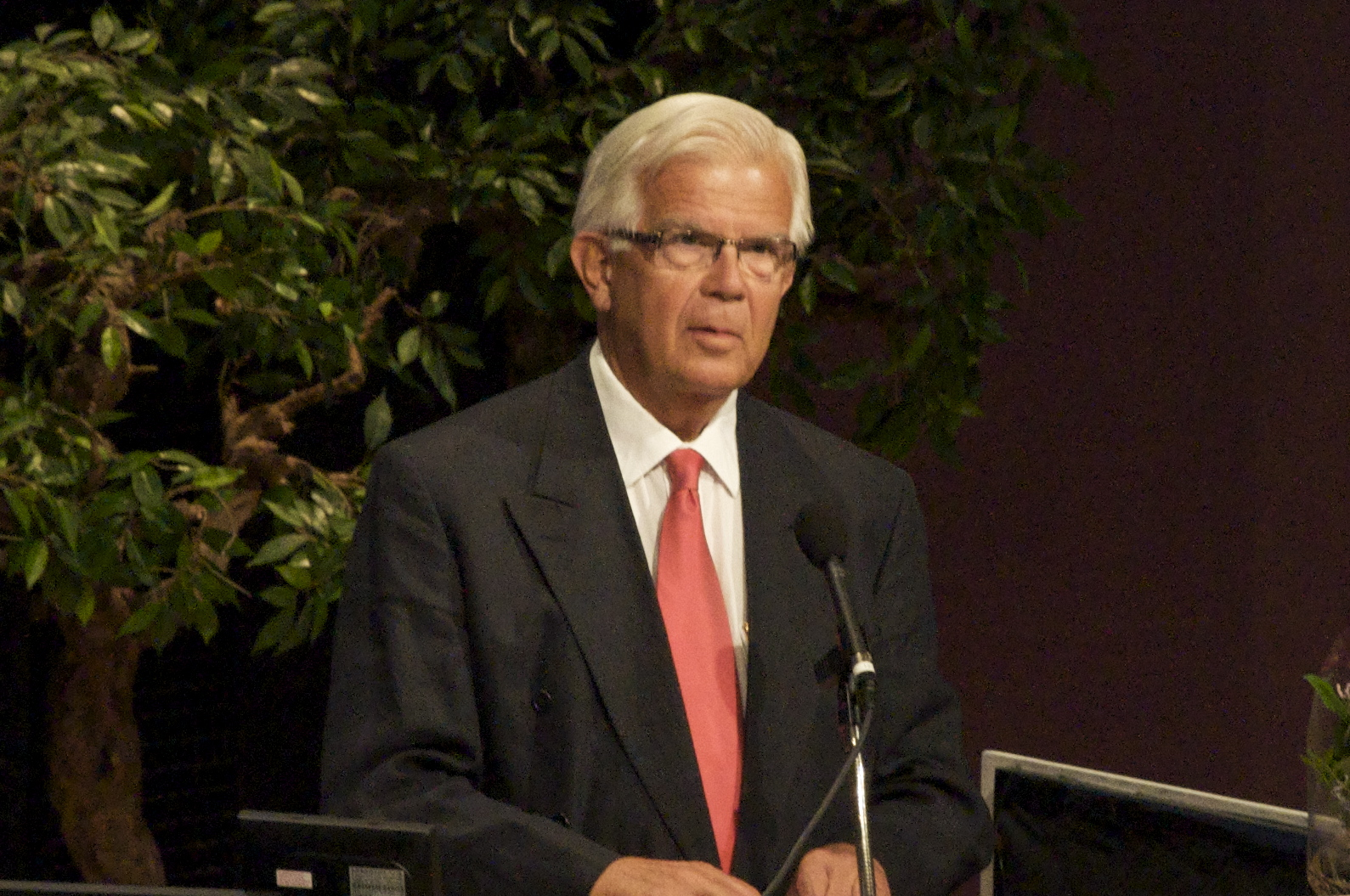
Alf Svensson. Kristdemokraterna har traditionellt sett varit stora i Bibelbältet.

Kristdemokraternas resultat vid riksdagsvalet i Sverige 2014.

Skillnaden mellan frikyrkliga och statskyrkligt präglade bygder syns mycket tydligt i riksdagsval, där frikyrkliga bygder tenderar att rösta på Kristdemokraterna och tidigare Folkpartiet i högre grad än i statskyrkligt präglade bygder där det var Socialdemokraterna och Centerpartiet/Bondeförbundet som dominerade. I folkomröstningen om rusdrycksförbud i Sverige den 27 augusti 1922 var Jönköping och Jönköpings län ett starkt ja-fäste med över 80 % ja-röstare medan Växjö och i större delen av Kronobergs län hade nej-sidan överväldigande majoritet, en folkomröstning som för övrigt splittrade de svenska liberalerna i två läger. Från slutet av 1980-talet och framåt har Kristdemokraterna ersatt Folkpartiet som partiet för de frikyrkliga. Idag finns det tre kommuner i Sverige där Kristdemokraterna har över 30 % av rösterna; dessa är Sävsjö kommun, Aneby kommun och Gnosjö kommun – alla på Sydsvenska höglandet och med en fortsatt stark kyrklig tradition. I dessa kommuner har Kristdemokraterna även många väljare bland Svenska kyrkans medlemmar då partiet lyckats tvätta bort den frikyrkliga stämpeln något i dessa kommuner.